# Mikebuda
Mikebuda es un pueblo húngaro perteneciente al distrito de Cegléd, condado de Pest.

## Superficie
Cuenta con una superficie de 42,17 km².

## Demografía
Hasta 2024 la población era de 675 habitantes, con una densidad de población de 16,00 hab/km².
| Gráfica de evolución demográfica de Mikebuda entre 2020 y 2024 |
|                                                                |
| Datos según la Oficina Central de Estadística de Hungría.      |